# Estêvão de Brito
Estêvão de Brito  (circa 1575-1641) was een Portugees componist. 
Hij was een leerling van Felipe de Magelhães. Na zijn opleiding in Evóra werd hij maestro di capilla in de kathedraal van Badajoz in 1597. Hij werd in 1608 in Evóra tot priester gewijd. Hem werd ieder jaar met kerst en het feest van Corpus Christi tijd gegeven om vilhançicos te schrijven. In zijn serieuzere werken stond hij bekend om zijn vermogen emotionele intensiteit in zijn muziek te leggen wanneer de tekst er om vroeg. 
Zijn Salve regina is deels gregoriaans, deels meerstemmig maar in onregelmatige afwisseling. In dit stuk wordt de intensiteit eerder bereikt door het gebruik van lange notenwaarden, suspensies en uitersten in bereik dan door chromatiek, maar bijvoorbeeld in zijn Ave maris stella maakt hij niet alleen gebruik van chromatiek, maar ook van dissonanten.
- Biblioteca Nacional de España: XX1777534
- Bibliothèque nationale de France: cb139663490 (data)
- Gemeinsame Normdatei: 138412316
- International Standard Name Identifier: 0000 0000 8403 753X
- Library of Congress Control Number: n85314054
- MusicBrainz: b10356c1-10dc-47f1-b1ac-5f112360efa5
- Nationale Bibliotheek van Israël: 987007285108705171
- Nederlandse Thesaurus van Auteursnamen: 158174410
- Virtual International Authority File: 100925863
- WorldCat: E39PBJtrT4YfbTHyrY7mXWM9Dq